# 安順洗鹽廠
安順洗鹽廠位在臺灣臺南市安南區，為臺灣鹼業公司安順廠於民國四十四年（1955年）所設置。主要業務是洗滌粗鹽以供應該公司的安順及高雄二廠的原料，每小時可製造20公噸的產品。該工廠後來在民國六十六年（1977年）與四草鹽田一起讓售給臺灣製鹽總廠，但三年後便因不具經濟效益而關廠。